# 御宿郵便局
御宿郵便局（おんじゅくゆうびんきょく）は千葉県夷隅郡御宿町にある郵便局。民営化前の分類では集配特定郵便局であった。

## 概要
住所：〒299-5199 千葉県夷隅郡御宿町須賀向清水川449-1 

## 沿革
- 1900年（明治33年）8月1日 - 御宿郵便受取所として開設[1]。
- 1901年（明治34年）12月20日 - 御宿郵便局（三等）となる。同日より貯金取扱を開始。
- 1967年（昭和42年）7月9日 - 電話交換業務を大原電報電話局に移管。同日、布施郵便局より和文電報配達業務の一部[2]を移管[3]。
- 1991年（平成3年）7月22日 - 御宿町新町から同町須賀に移転。
- 2007年（平成19年）10月1日 - 民営化に伴い、併設された郵便事業大原支店御宿集配センターに一部業務を移管。
- 2012年（平成24年）10月1日 - 日本郵便株式会社発足に伴い、郵便事業大原支店御宿集配センターを御宿郵便局に統合。

## 取扱内容
- 郵便、印紙、ゆうパック、内容証明
- 貯金、為替、振替、振込、国際送金、国債
- 生命保険、バイク自賠責保険
- ゆうちょ銀行ATM
- 夷隅郡御宿町内の集配業務

## 周辺
- 月の沙漠記念館
- 御宿町歴史民俗資料館
- 御宿町立御宿小学校

## アクセス
- JR外房線 御宿駅から徒歩約6分
- 小湊バス 駅入口停留所下車
- 国道128号沿い
- 駐車場あり：10台